# Pachynectes
Pachynectes es un género de coleópteros adéfagos de la familia Dytiscidae. 

## Especies
- Pachynectes costulifer	Regim.
- Pachynectes mendax	Guignot 1959
- Pachynectes ventricosus	(Regimbart 1903)